# 페이버릿 (음악 그룹)
페이버릿(Favorite)은 대한민국의 걸 그룹이다.

## 활동
2017년 7월 5일 《Party time》이라는 노래 작품으로 데뷔하였다.